# Пярну (аэропорт)
Пярнуский аэропорт (ИАТА: EPU, ИКАО: EEPU) — аэропорт в Эстонии. Аэропорт расположен в 4 км от города Пярну.
В октябре 1937 года городской совет Пярну выделил участок площадью 0.28 км² для строительства аэропорта. Первый самолёт взлетел из аэропорта в 1939 году.
В советский период поле аэродрома использовалось военной авиацией СССР. В 1950-е годы на аэродроме располагалась морская авиация Балтийского флота, эскадрилья фронтовых бомбардировщиков Ил-28.  С 1961 военно-воздушная база перехватчиков, с 1970 до 1990-х годов эксплуатируемая 366 ИАП (336 истребительным авиационным полком) и 655 ИАП (665 истребительным авиационным полком), в которых использовались самолёты МиГ-23 МЛД.
Аэрофлот использовал самолёты Ан-2 для гражданского рейса Тарту — Вильянди — Пярну — Кингисепп (на острове Сааремаа, ныне это город Курессааре).
Летом 1992 года заново образованное Министерство обороны Эстонии взяло военный аэропорт, свернувший все операции, под своё управление. 15 октября того же года было решено построить гражданский аэропорт на месте старого военного. Старая взлётно-посадочная полоса была закрыта 1 июля 1997 года, а для регулярных рейсов начали использовать ВПП, которая принадлежала советским ВВС.
Небольшая авиакомпания Air Livonia выполняет полёты из Пярну в Курессааре, Кихну и Рухну. В аэропорт часто прилетают чартерные рейсы из Скандинавии и других европейских стран. В 2004 году пассажиропоток аэропорта Пярну составил 5 035 человек.
1 мая 2020 года аэропорт отправился на реконструкцию до июля 2021 года бюджет составил 20.000.000€. При реконструкции расширены пассажирский терминал и взлётно-посадочная полоса. После реконструкции аэропорт может принимать до 80 прибывающий и убывающих пассажиров. Так же после реконструкции были отменены регулярные рейсы Пярну-Рухну-Пярну, но при этом аэропорт начал принимать с 5 мая 2022 года рейсы из Хельсинки-Вантаа авиакомпании NyxAit. А с 25 июня 2022 года принимает летние рейсы из Стокгольма авиакомпании SAS.

## Авиалинии и направления
| Хельсинки || EERU || Аэропорт Хельсинки || Helsingfors-Vanda || 2022 || ??
|-
| || || || Luftverkehr Friesland Harle || действует || ???
|| Стокгольм || EERU ||Аэропорт Арланда || Skyways Express || с 25 июня 2022 ||
|-
| ||  || || Estonian Air Regional || 2022 ||  SAS
|-
|}
Данные на 2012 год
С 2014 года аэродром был закрыт для чартерных авиакомпаний.